# 카제룬

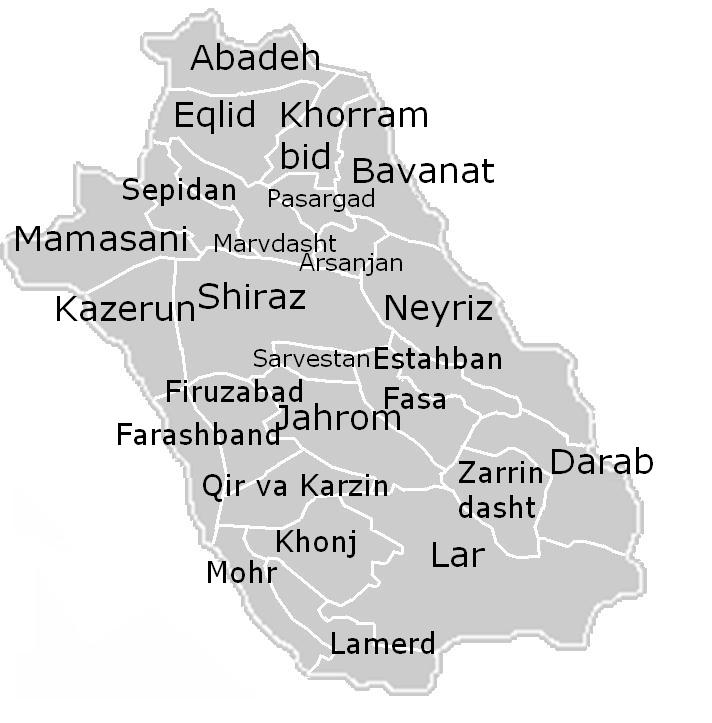

카제룬은 이란의 파르스주의 도시이다. 그곳은 시라즈와 부셰르 사이에 위치한다. 인구는 2005년 89,013명이었다.
그 농업 생산은 야자, 키트루스, 밀, 담배, 쌀, 목화와 포도가 있다.
근처에 고대도시 비샤푸르의 유적인 북쪽 19km떨어져 있다. 사산 왕조(ca. 224–651)의 부조를 포함한다. 샤푸르 1세(AD 241–272)의 동상이 이곳의 큰 동굴에서 발견될 수 있다. 칼에예 가브리(가브리 또는 조로아스터 성)가 카제룬의 남동쪽에 위치한다.
나스롤라 마르다니는 유명한 페르시아 시인으로 카제룬에서 왔다. 그것은 또 페르시아의 살만으로 믿어진다. 예언자 모함마드의 추종자 중 하나가 이 도시에서 왔다. "살만으로 환영"이라는 표어가 도시의 입구에 보일 수 있다. 도시는 소설 나의 삼촌 나폴레옹의 유명한 전투의 배경이다.

## 기후
| Kazerun의 기후           | Kazerun의 기후 | Kazerun의 기후 | Kazerun의 기후 | Kazerun의 기후 | Kazerun의 기후 | Kazerun의 기후 | Kazerun의 기후 | Kazerun의 기후 | Kazerun의 기후 | Kazerun의 기후 | Kazerun의 기후 | Kazerun의 기후 | Kazerun의 기후 |
| 월                       | 1월            | 2월            | 3월            | 4월            | 5월            | 6월            | 7월            | 8월            | 9월            | 10월           | 11월           | 12월           | 연간           |
| ------------------------ | -------------- | -------------- | -------------- | -------------- | -------------- | -------------- | -------------- | -------------- | -------------- | -------------- | -------------- | -------------- | -------------- |
| 일평균 최고 기온 °C (°F) | 14.6 (58.3)    | 15.4 (59.7)    | 17.1 (62.8)    | 19.4 (66.9)    | 26.0 (78.8)    | 33.0 (91.4)    | 39.3 (102.7)   | 41.3 (106.3)   | 40.0 (104.0)   | 35.7 (96.3)    | 30.4 (86.7)    | 24.5 (76.1)    | 28.1 (82.5)    |
| 일평균 최저 기온 °C (°F) | 4.0 (39.2)     | 4.5 (40.1)     | 4.9 (40.8)     | 7.2 (45.0)     | 12.4 (54.3)    | 18.7 (65.7)    | 26.0 (78.8)    | 27.4 (81.3)    | 24.9 (76.8)    | 20.9 (69.6)    | 17.1 (62.8)    | 13.5 (56.3)    | 15.1 (59.2)    |
| 평균 강수량 mm (인치)    | 53 (2.1)       | 62 (2.4)       | 45 (1.8)       | 6 (0.2)        | 0 (0)          | 0 (0)          | 0 (0)          | 0 (0)          | 1 (0.0)        | 12 (0.5)       | 28 (1.1)       | 50 (2.0)       | 257 (10.1)     |
| 출처: Climate-data.org   |                |                |                |                |                |                |                |                |                |                |                |                |                |